# Пислар Вадим Ігорович
Вадим Ігорович Пислар (нар. 1 листопада  1990, Кіцмань, Чернівецька область, УРСР) — український футболіст, півзахисник.

## Життєпис

### Клубна кар'єра
Вихованець футбольної школи «Буковина» (Чернівці), у чемпіонаті України (ДЮФЛ) виступав саме за чернівецьку «Буковину» — 84 матча, 20 голів. В 2006 році зіграв 2 матча в українській першості серед команд першої ліги та 1 кубковий поєдинок за футзальний клуб «Меркурій» (Чернівці).
У 2007 році молодого талановитого Вадима запросив до свого складу «столичний» клуб: «Оболонь». В якому він і провів 3 наступних роки, виступаючи за головну команду у
першій українській лізі та за фарм-клуб в другій лізі — 55 матчів, 2 голи. У Києві виступав під керівництвом Петра Слободяна та Юрія Максимова, під орудою саме Юрія Вільйовича разом із командою здобув путівку до вищого дивізіону. Після виходу команди до еліти українського футболу, втратив місце в основному складі та виступав за молодіжний колектив в Українській Прем'єр-лізі (7 матчів).
У 2010 році на запрошення головного тренера рідної чернівецької «Буковини» Вадима Заяця поповнив склад клубу, де виступав до 2014 року з перервами (20 матчів, 1 гол). Власне під час перерви виступав за аматорський клуб «Карпати» (Коломия), з яким ставав переможцем різних обласних і всеукраїнських змагань.
З 2016 року (із перервами) виступав за один із найсильніших аматорських клубів чемпіонату Чернівецької області: «Волока», з яким теж неодноразово ставав переможцем різних обласних змагань. У 2018 році чемпіон області в складі команди Руслана Гунчака — «Неполоківці». З 2021 року був гравцем ФК «Фазенда» (Чернівці) — сезон 2022/23 команда проводила в кубку України серед аматорів. Також виступає за футзальну команду «Урожай» (Чернівці) в кубку України з футзалу.

### Сім'я
Одружений, виховує доньку. Кум Романа Степанкова.

## Досягнення
Професіональний рівень
- Срібний призер Першої ліги України (1): 2008/09
- Переможець Другої ліги України (1): 2009/10

Аматорський рівень
всеукраїнський
- Чемпіон України: 2012
- Півфіналіст Кубка України: 2022/23

регіональний
- Чемпіон Івано-Франківської області (1): 2013
- Чемпіон Чернівецької області (4): 2016, 2018, 2019, 2022/23
- Володар Кубка Івано-Франківської області (1): 2012
- Володар Кубка Чернівецької області (3): 2016, 2017, 2019
- Володар Суперкубка Івано-Франківської області (1): 2013
- Володар Суперкубка Чернівецької області (3): 2016, 2017, 2019

## Статистика
| Турніри             | Матчі | Кількість забитих м'ячів |
| ------------------- | ----- | ------------------------ |
| Футбол              |       |                          |
| Перша ліга України  | 38    | 2                        |
| Кубок України       | 1     | 0                        |
| Друга ліга України  | 36    | 1                        |
| Прем'єр-ліга (U-21) | 7     | 0                        |
| Всього              | 82    | 3                        |
| Футзал              |       |                          |
| Перша ліга України  | 2     | 0                        |
| Кубок України       | 5     | 0                        |
| Всього              | 7     | 0                        |
| Футбол (Аматори)    |       |                          |
| Чемпіонат України   | 13    | 1                        |
| Кубок України       | 4     | 2                        |
| Всього              | 17    | 3                        |
| Всього за кар'єру   | 106   | 6                        |